# Moonwalk (libro)
Moonwalk es una autobiografía escrita por el músico estadounidense Michael Jackson. El libro fue publicado por primera vez en 1988, un año después de la aparición de su séptimo álbum Bad. La edición de la obra corrió a cargo de Jacqueline Kennedy Onassis y alcanzó el número uno en el New York Times Best Seller list.

## Origen
El título de Moonwalk derivó de la firma del paso de Michael Jackson, el conocido como moonwalk. El moonwalk consiste en una serie de pasos en el que se deslizan ambos pies en orden, y se produce un efecto óptico de deslizamiento hacia delante aunque en realidad se desplaza hacia atrás... El paso ganó popularidad después de haber sido realizado por Jackson en el especial de televisión de 1983 Motown 25: Yesterday, Today, Forever , y se convirtió en uno de los bailes más conocidos de todos los tiempos.
EL primer manuscrito del libro fue escrito por Robert Hillburn, que fue rechazado por los editores, Doubleday, ya que carecía de "detalles jugosos". Jackson decidió finalmente a escribir el libro él mismo, con la ayuda de Shaye Areheart (aunque hubo informes de que más tarde Areheart Jackson lanzó después de salir de una serpiente en ella). Jacqueline Kennedy Onassis editó el libro y escribió una introducción el párrafo tres.
Debido al interés público en Jackson, Moonwalk se publicó en secreto. Doubleday familiares de los empleados fueron contratados como mensajeros, para entregar las porciones del libro de la compañía en la oficina central de Manhattan para la planta de impresión en el Fairfield, Pensilvania. En la imprenta, el libro se le dio la nombre de código "Neil Armstrong", después de la primera " Moonwalker ".

## Narrativa
Dedicado a Fred Astaire, el libro analiza el mundo del espectáculo Jackson amigos, amigas y su ascenso a la fama. El libro también discute su apariencia y reflexiones sobre cirugía plástica. Jackson dijo que hasta ese momento, había dos cirugías Rinoplasticas y la creación de una fisura en su barbilla. Atribuyó el cambio en la estructura de su cara a pubertad, pérdida de peso, un estricto vegetariano dieta, un cambio en el estilo de peinado, y la etapa de iluminación. 
En el libro, Jackson dice, de los golpes que recibió de su padre, Joseph. Cuando ensayaba con The Jackson 5, Jackson declaró que "cuando se equivocaban los golpeaba, a veces con un cinturón, a veces con un interruptor". El cantante añadió que su padre era "estricto" y "algo misterioso". En septiembre de 1988, Jackson llamó por teléfono a su padre para pedir disculpas por algunos de los materiales en el autobiografía. Explicó que no había escrito el libro sí mismo y que el contenido crítico ha sido escrito por "alguien más".
El cantante también revela lo mucho que ha sido lastimado por la prensa, declarando: "¿Qué pasó con la verdad? ¿Se va de moda?".

## Relanzamiento (2009)
Moonwalk se volvió a publicar en septiembre de 2009 como consecuencia de la muerte de Michael Jackson y está disponible ahora a un público más amplio.
- Datos: Q2457954